# Трусов, Евгений Иванович
Евгений Иванович Трусов (1917—1943) — командир взвода автоматчиков 737-го стрелкового полка 206-й стрелковой дивизии 47-й армии Воронежского фронта, лейтенант. Герой Советского Союза.

## Биография
Родился 5 апреля 1917 года в селе Румянцево ныне Дальнеконстантиновского района Нижегородской области в семье крестьянина. Русский. Окончил четыре класса сельской школы. В 12 лет вместе с отцом пришёл работать на завод «Красное Сормово» в город Нижний Новгород.
В 1937 году его призвали на действительную военную службу в пограничные части. Служил на западной границе, был комсоргом заставы.
С первого дня Великой Отечественной войны участвовал в боях с немецко-фашистскими захватчиками. В составе пехотного полка с боями отступал на восток, был контужен. После лечения окончил курсы младших лейтенантов и вернулся в часть. Был назначен командиром взвода автоматчиков. В одном из боёв 1942 года его взвод, усиленный двумя противотанковыми ружьями и станковым пулемётом, прикрыл отход батальона на новый рубеж. В этом бою взвод уничтожил четыре вражеских танка и много солдат. За смелые и решительные действия младшего лейтенанта Трусова наградили орденом Отечественной войны 2-й степени.
При наступлении на Ростов-на-Дону стрелковая рота Трусова попала в окружение. Большинство бойцов погибло. В рукопашной схватке Трусова сбили с ног и взяли в плен. Ночью он с группой красноармейцев бежал, через несколько дней вышел к своим.
В августе 1943 года лейтенант Трусов участвовал в Белгородско-Харьковской наступательной операции и освобождении Левобережной Украины. В сентябре передовые части армии вышли к Днепру юго-западнее Переяслава. Началась подготовка к форсированию широкой реки.
24 сентября 1943 лейтенант Трусов с группой разведчиков переправился через Днепр у села Пекари недалеко от города Канева. В течение суток группа в окружении вела тяжелые бои с противником на правом берегу, не имея возможности сообщить полученные разведданные командиру полка — осколком снаряда разбило переносную радиостанцию, и связь с полком была прервана.
25 сентября лейтенант Трусов дал задание старшине Степану Конашенко переплыть Днепр и доставить разведданные в полк. Днепр Конашенко не переплыл, его сразила пуля фашистского снайпера. Вызвался переплыть реку рядовой Кравцов. Но и он погиб… Тогда лейтенант Трусов поплыл сам. Он переплыл Днепр, но, выходя на левый берег, упал на песок, сражённый вражеской пулей. Всё это видел с наблюдательного пункта командир полка майор Белов. Бойцы вынесли Трусова с песчаной отмели. На его голом теле на ремне был привязан кисет. В нём нашли закрытую винтовочную гильзу, а в ней свёрнутый лист бумаги из блокнота. На листе — схема плацдарма, огневые точки фашистов, место, где полк должен выходить на берег. И приписка: «Рация разбита. В живых осталось половина. До темноты продержимся. Старший на плацдарме — Ерагин. Просим поддержать артогнём. Трусов». Полк, используя разведданные, доставленные Евгением Трусовым, успешно форсировал Днепр. Отличившиеся разведчики были представлены к орденам, а лейтенант Трусов и старшина Конашенко к званию Героя Советского Союза.
Евгений Трусов похоронен в братской могиле на левом берегу Днепра в селе Лепляво Каневского района Черкасской области.
Указом Президиума Верховного Совета СССР от 3 июня 1944 года за образцовое выполнение заданий командования и проявленные мужество и героизм при форсировании Днепра лейтенанту Трусову Евгению Ивановичу посмертно присвоено звание Героя Советского Союза.
Награждён орденами Ленина, Отечественной войны 2-й степени.
Имя Героя вписано золотом на гранитной стеле в Нижегородском кремле среди имён нижегородцев — Героев Советского Союза.